# چیبوراشکا
چیبوراشکا (به روسی: Чебурашка) که در ترجمه‌های قبلی انگلیسی نیز با نام تاپل نیز شناخته می‌شود، یک شخصیت خیالی است که توسط نویسنده شوروی، ادوارد اوسپینسکی در کتاب کودکانش، ژنا تمساح و دوستانش در سال ۱۹۶۵ خلق شده‌است. شخصیت متعاقباً به عنوان قهرمان یک سری از فیلم‌های پویانمایی استاپ‌موشن توسط رومن کاچانوف (استودیوی سایوزمولت‌فیلم) ظاهر شد که اولین آن در سال ۱۹۶۹ ساخته شد.

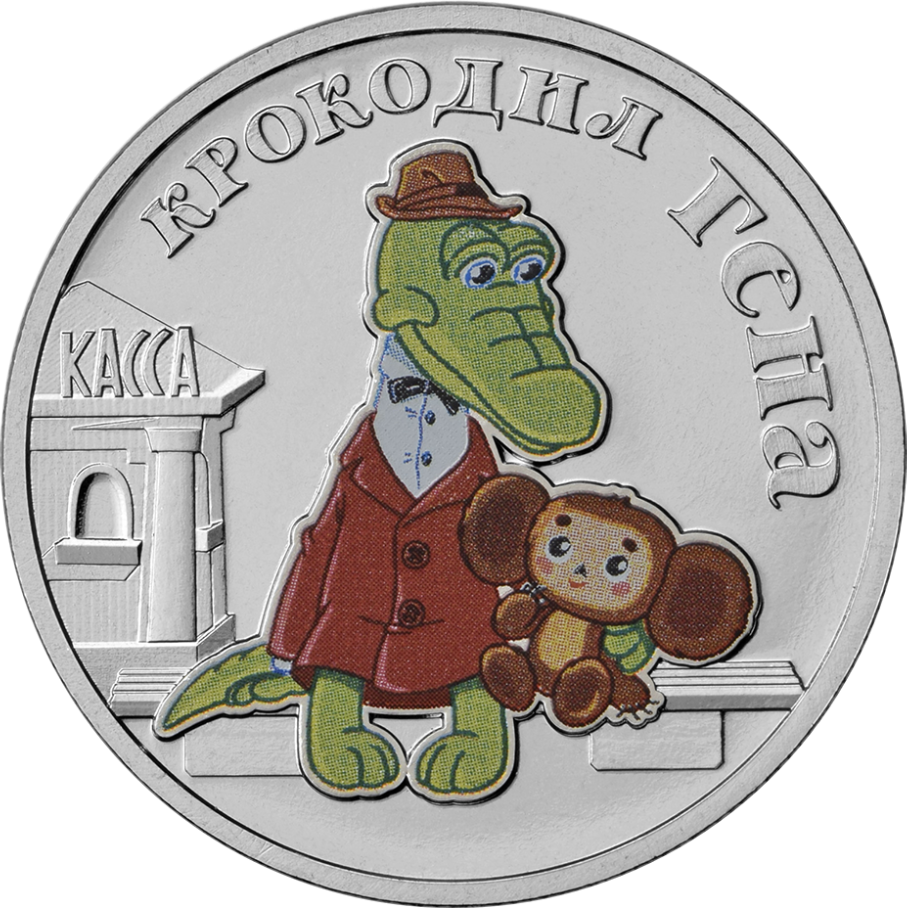
سکه جشن ۲۵ روبلی چیبوراشکا و گنا تمساح که در سال ۲۰۲۰ منتشر شد.

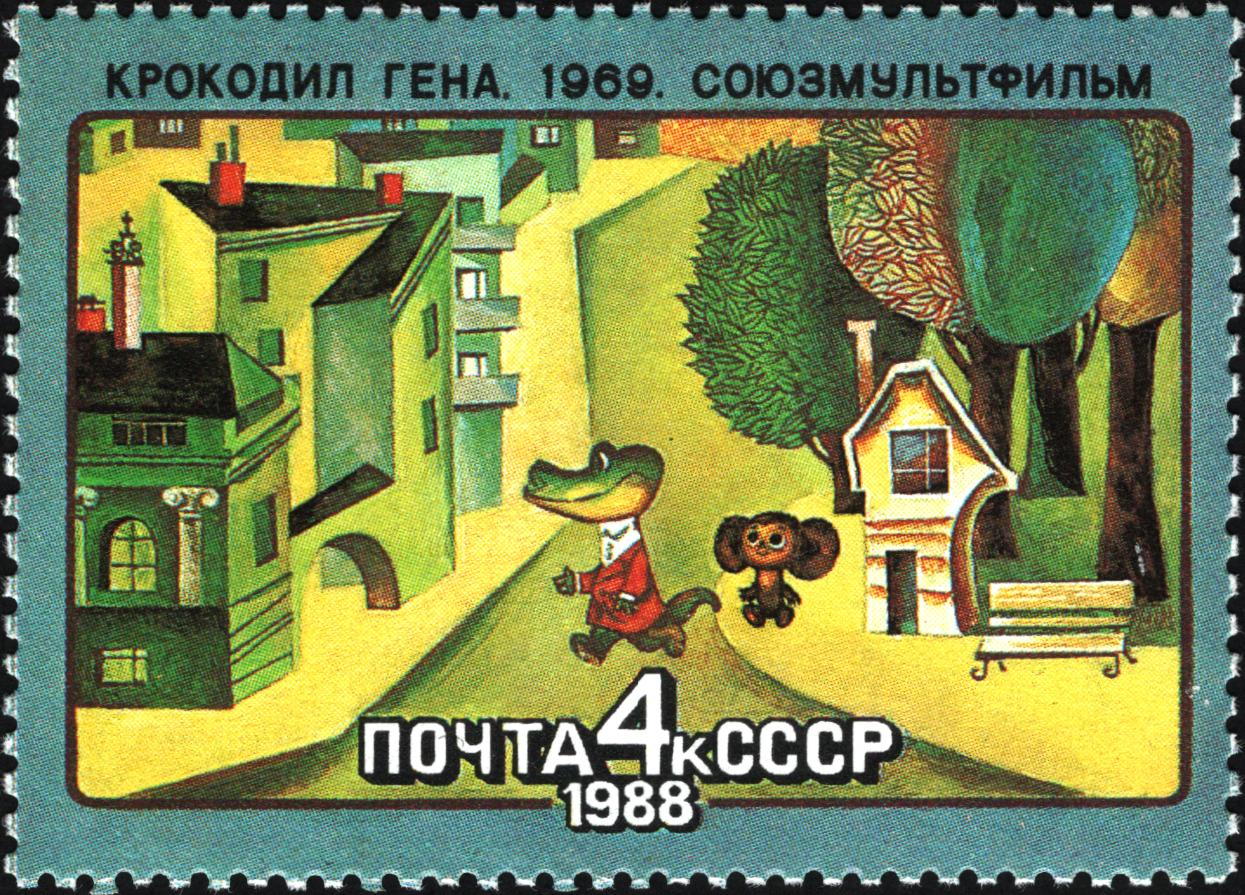
تمبر پست شوروی با انیمیشن چیبورسکا

## داستان
چیبوراشکا یک شخصیت کارتونی کلاسیک روسی نمادین است که بعدها به یک شخصیت محبوب در جوک‌های روسی تبدیل شد (به همراه دوستش، گنا تمساح). به گفته خالق این شخصیت، ادوارد اوسپنسکی، چبوراشکا یک «حیوان ناشناخته برای علم» است، با گوش‌های بزرگ میمون مانند و بدنی شبیه به توله‌ای که در یک جنگل گرمسیری زندگی می‌کند. او به‌طور تصادفی وارد یک جعبه پرتقال می‌شود، سیر می‌خورد و به خواب می‌رود. جعبه در نهایت به یک فروشگاه مواد غذایی در یکی از شهرهای روسیه که نامش مشخص نیست (که گفته می‌شود مسکو است) تحویل داده می‌شود، جایی که بقیه داستان اصلی در آنجا ادامه‌دار می‌شود.

## اقتباس سینمایی
- چیبوراشکا (۱۹۷۱)
- چیبوراشکا (۲۰۲۳)